# لامار رنولدز
لامار رنولدز (بالإنجليزية: Lamar Reynolds)‏ (مواليد 16 أغسطس 1995) هو لاعب كرة قدم جامايكي محترف لفريق برينتري تاون.